# Кисельовськ
Кисельо́вськ (рос. Киселёвск) — місто, центр Кисельовського міського округу Кемеровської області, Росія. Сьоме за кількістю жителів місто Кемеровської області. Розташоване на півдні Західного Сибіру, в південній частині Кузнецького вугільного басейну (Кузбасу), входить в Новокузнецьку агломерацію.

## Географія
Місто розташоване на півдні Кемеровської області в передгір'ях Салаїрського кряжу, в верхів'ях річки Аби, за 10 км на північ від Прокоп'євська, за 59 км на північний захід від Новокузнецька, за 178 км на південь від Кемерова. Залізнична станція на лінії Артишта — Абакан, за 58 км на північний захід від Новокузнецька. Автодорога Р384-1 Ленінськ-Кузнецький — Новокузнецьк.

## Історія
Близько 1770 року переселенці з Центральної Росії заснували перші поселення на території сучасного Кисельовська, що отримали назви за їхніми прізвищами: села Афонин, Черкасово і Кисельовка. 1836 року інженер-капітан М. Соколовський досліджував хімічні та металургійні властивості афонинского вугілля. Пізніше, вже 1842 року, він написав статтю в «Гірничому журналі» про можливість його використання на залізоробних заводах. 1850 року в Афонині почався незначний видобуток вугілля з дрібних штолень для потреб Томського залізоробного заводу. 15 жовтня 1917 року з відкритого вугільного розрізу видані перші 752 пуди вугілля. 20 січня 1920 року Кисельовські копальні було включено до складу створеного об'єднання вугільної промисловості Сибіру — Сибвугілля. 25 жовтня 1921 року звершено будівництво залізничної гілки, пішов перший ешелон вугілля з копалень. 1932 року закладено перші шахти «Похила № 1» та «Капітальна № 1».
1 листопада 1932 року на місці сіл зробили робітниче селище Кисельовський. 20 січня 1936 року робітниче селище було перетворено в місто Кисельовськ. У 1940—1949 роках Кисельовськ був центром Кисельовського району. 1942 року до міста на спецпоселення були депортовані російські німці (в листопаді 1943 року в місті на шахтах працювали 1534 німці), а в серпні 1944 року туди були депортовані кримські болгари з села Кишлав.

## Населення
Населення — 98365 осіб (2010; 106341 у 2002).